# Corps Birman
Le corps Birman est un corps d'armée de l'armée indienne pendant la Seconde Guerre mondiale. Il fut formé à Prome, en Birmanie, le 19 mars 1942, et prit part à la retraite à travers la Birmanie avant sa dissolution à son arrivée en Inde en mai 1942.

## Histoire

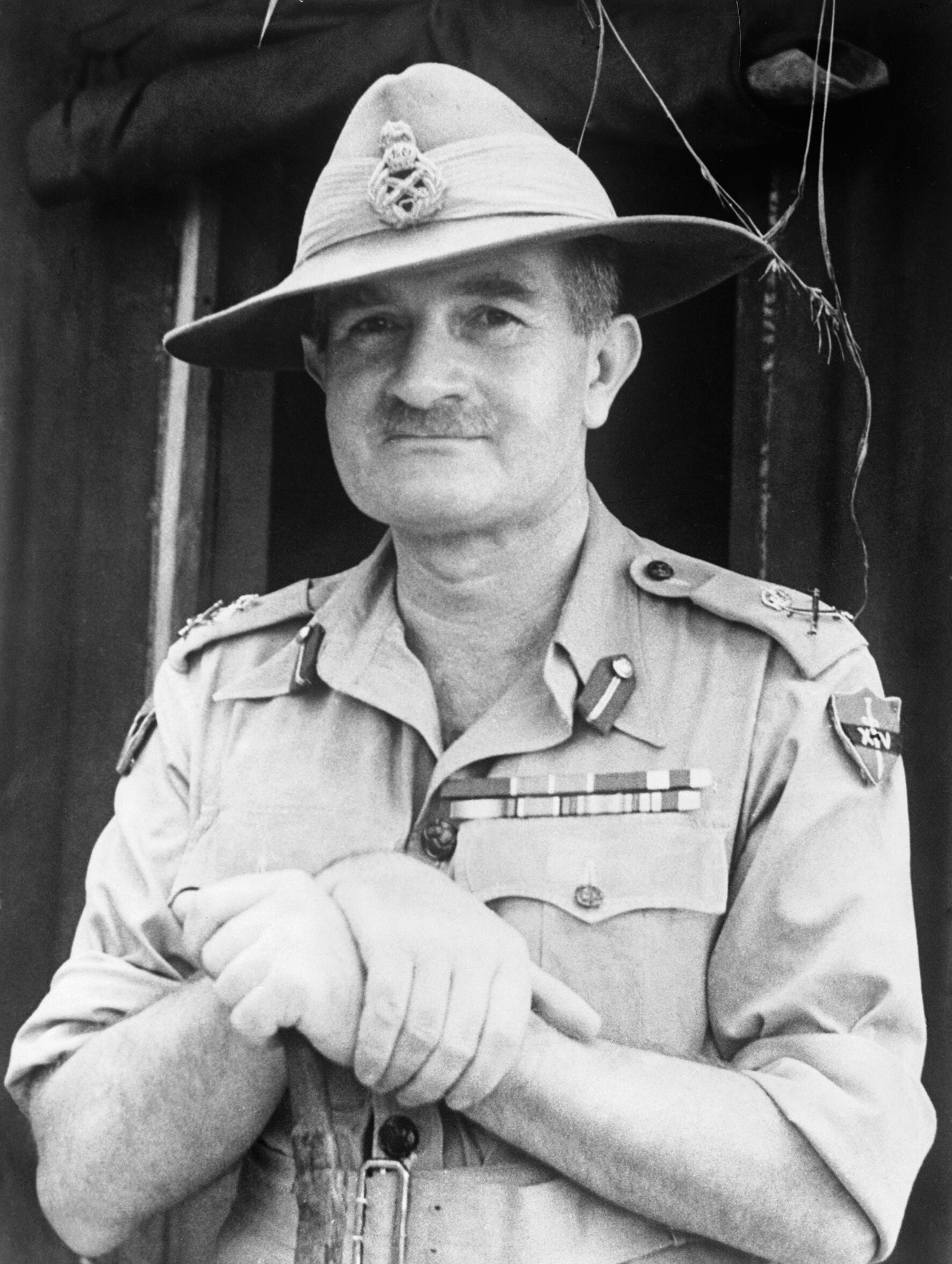
Le lieutenant-général William Slim.

Le corps fut créé le 13 mars 1942 pour prendre le contrôle des troupes britanniques, indiennes et locales dispersées se retirant à travers la Birmanie face à une offensive japonaise soutenue. Les principales composantes de combat de cette force étaient deux divisions d'infanterie, la 17e division indienne et la 1re division birmane, mais le 7e groupe-brigade blindé était récemment arrivé à Rangoun en renfort du Moyen-Orient. Le major-général William Slim fut ramené d'Irak où il commandait la 10e division d'infanterie indienne et promu lieutenant-général par intérim pour prendre le commandement du nouveau corps. Il dut improviser un état-major en collaboration avec le capitaine Brian Montgomery, frère cadet du général Bernard Montgomery, qui occupa simultanément plusieurs postes d'état-major subalterne dans les premiers jours,,,.
À l'arrivée de Slim à Magwe le 19 mars, Rangoun était déjà tombé après la bataille de Pégou, le corps Birman se retirait à Prome et le 1er bataillon motorisé du Gloucestershire Regiment fit une attaque surprise sur Letpadan, chassant temporairement les Japonais. La 1re division birmane dans la vallée du Sittang se retira par les lignes de la 200e division chinoise près de Taungoo, puis se déplaça vers l'ouest par train afin de rejoindre le corps Birman autour de Prome, dans la vallée de l'Irrawaddy, et couvrir les champs pétrolifères de Yenangyaung. Le 26 mars, le corps reçut l'ordre d'organiser une opération sur le front de Prome pour coïncider avec une attaque chinoise le long du Sittang. Une force de frappe fut réunie, mais le 29 mars, celle-ci fut débordée et forcée de se frayer un chemin à travers Shwedaung jusqu'à Prome. Le QG du corps Birman recula de 56 km de Prome à Allanmyo,,,.

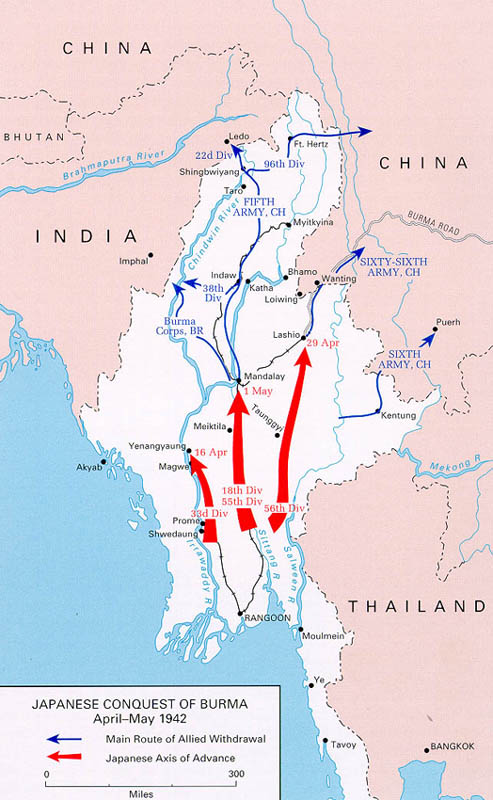
La conquête japonaise de la Birmanie, avril-mai 1942.

Prome fut attaqué à minuit les 1er et 2 avril, forçant le corps à battre en retraite à travers une série de positions retardatrices, tandis que les champs pétrolifères de Thayetmyo furent détruits et les réserves essentielles évacuées. Le 8 avril, il stationna au Yin Chaung, défendant une ligne de front à 64 km au sud des champs pétrolifères de Yenangyaung. La 1re division birmane fut organisée en tant que force de frappe du corps pour tenir la partie ouest de ce front, tandis que la 17e division indienne à Taungdwingyi était alignée nord-sud sur son flanc est et la 2e brigade birmane stationnait plus à l'ouest à travers l'Irrawaddy. Slim déplaça le QG de corps à Taungdwingyi en tentant de maintenir des liens avec les Chinois. Une ligne d'observation fut établie à environ 25 km au sud de la position principale de corps. Des affrontements de patrouilles le 10 avril indiquait le déplacement des Japonais contre le centre de la position. De lourdes attaques débutèrent le 12 avril contre la 13e brigade indienne. Slim créa une force à travers l'Irrawaddy à Magwe (sous le nom de « Magforce »). Le 14 avril, des éléments du corps encerclés devaient se frayer un chemin vers le Yin Chaung, peu avant la destruction de l'aérodrome de Magwe pour éviter sa prise par l'ennemi. Le corps Birman prévoyait de reculer à 65 km jusqu'à la prochaine ligne défendable sur le Pin Chaung,,.

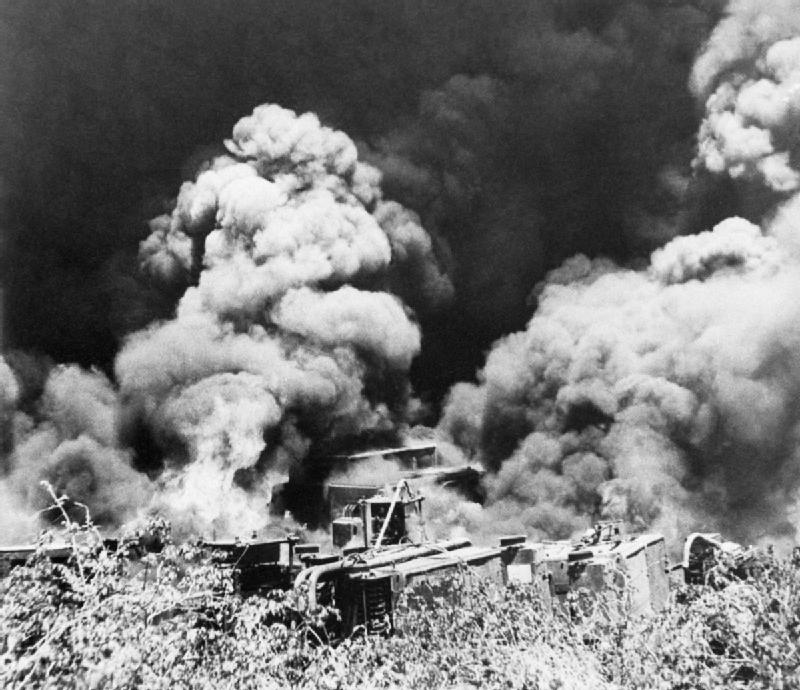
La destruction des installations pétrolières de Yenangyaung le 16 avril 1942.

Le 15 avril, Slim ordonna la destruction des champs pétrolifères de Yenangyaung ; celle-ci fut achevée dans l'après-midi du 16 avril, après la mise à feu des réservoirs de stockage. La 1re division birmane avait tenté de conserver le Yin Chaung pendant un jour de plus, et en conséquence, des colonnes japonaises s'étaient infiltrées entre ses unités dispersées. L'attaque japonaise se déroula le 16 avril. La 1re division se replia en compagnie de la « Magforce » agissant comme force de couverture, mais les Japonais coupèrent la ligne de retraite à Yenangyaun, poussant la garnison (1er Gloucestershire) vers le sud. Le lendemain, les ingénieurs furent utilisés pour renforcer la garnison, tandis que la « Magforce » reçut des transports motorisés pour agir en tant qu'avant-garde pour la 1re division birmane en retraite et tenter de contourner un barrage routier. Les 18 et 19 avril, la « Magforce » se fraya un chemin à travers la plaine de Yenangyaun, suivie par la 1re division birmane. Les   7e brigade blindée et la 38e division chinoise firent quant à elles des attaques de diversion (voir bataille de Yenangyaung). La 1re division birmane lutta à travers le Pin Chaung avec les blessés transportés sur des chars, mais la plupart des transports et de l'artillerie furent mis hors de combat,,.
Le 21 avril, la décision fut prise d'évacuer la Birmanie. Toutes les troupes ont ordre de traverser l'Irrawaddy, le corps Birman de couvrir la route vers l'Inde et la 7e brigade d'aider les forces chinoises. Le passage de l'Irrawaddy fut achevé dans la soirée du 30 avril, le pont Ava détruit et la ville de Mandalay abandonné. Les parties de combat du corps Birman se poursuivirent vers le Chindwin, précédées par une foule indisciplinée de réfugiés et de troupes de l'arrière-échelon. Le QG du corps stationna à Budalin, près de Monywa. Une fois de plus, la retraite fut menacée d'infiltration, lorsqu'un bataillon japonais s'empara de Monywa le 1er mai. Cependant, les Japonais ne purent l'exploiter, qui permit au corps (y compris la 7e brigade blindée) de se regrouper à Ye-U,,.
La retraite se transforma en course entre le corps Birman et les Japonais pour la ville de Shwegyin avant l'éclatement de la mousson à la mi-mai. La supériorité aérienne japonaise empêcha tout transport aérien, les 2 300 blessés et malades durent être déplacés le long de la piste Ye-U-Shwegyin, ajoutés aux milliers de réfugiés nourris par l'armée et déplacés à certaines occasions. Depuis Shwegyin, la totalité des troupes, véhicules motorisés et armes à feu durent traverser le Chindwin jusqu'à Kalewa, tandis que les réfugiés empruntèrent un sentier au bord de la rivière. Le Chindwin fut protégé des embarcations fluviales japonaises par un barrage piloté par les Royal Marines. L'opération de transbordement fut couverte par une arrière-garde formée de la 17e division indienne et de la 7e Hussards, qui occupaient une série de positions couchées et de gardes de flanc. Le 10 mai, les seules troupes restantes stationnés à l'est de la rivière comprenaient le QG de la 7e brigade blindée, la 48e brigade indienne et une partie du 1er bataillon du 9e Royal Jats. Dès à présent, la poussée japonaise fut ralentie par une attaque aérienne tandis que la ville de Shwegyin se fit bombarder. Le matin du 10 mai, le point de transbordement fut critiqué. Les contre-attaques échouèrent à déloger l'ennemi, et l'arrière-garde durent prendre le chemin de la rivière après avoir détruit tous les chars, véhicules et magasins de munitions. Les artilleurs vidèrent le plus possible leurs chargeurs avant d'abandonner leurs armes,,.
Malgré tout, les Japonais échouèrent à appuyer sur l'arrière-garde, provoquant l’arrêt des combats. Les troupes de Kalewa se rendirent à Sittaung en bateau à vapeur qu'il atteignent le 14 mai, puis sabordèrent les navires avant de marcher vers Tamu, où les troupes de l'armée de l'Est tenaient la frontière indienne. La 2e brigade birmane, qui avait marché de façon indépendante le long d'un sentier à l'ouest, couvrant 350 km en 14 jours, prit contact avec le bataillon de Chin Hills, près de Kalemyo, le 12 mai et fut évacué vers Tamu via un transport motorisé fourni par le IVe corps. La 17e division indienne remonta la vallée de Kabaw sous les pluies et atteignit Tamu le 17 mai. L'arrière-garde finale, le 63e brigade indienne, défila le 19 mai. Le jour suivant, le IVe corps prit le contrôle opérationnel de toutes les unités de Birmanie, qui provoqua la dissolution du corps birman,,.

## Ordre de Bataille
Lors de sa création le 13 mars 1942, le corps comprenait les formations et unités suivantes,,,:
Personnel
- General Officer Commanding (GOC) : A/Lt-Gen William Slim
- Commander, Corps Royal Artillery : Brigadier Godfrey de Vere Welchman[29]
- Brigadier, General Staff : H.G. 'Taffy' Davies
- General Staff Officer (GSO3) : Walter Walker

Troupes de corps
- 7e groupe de brigade blindé[2],[30]
  - Commandant : Brigadier temporaire John Henry Anstice John Henry Anstice[31]
  - 7e Hussars (55 chars M3 Stuart)
  - 2e régiment de chars royaux (55 Stuarts)
  - 414e (Essex Yeomanry) Battery, Royal Horse Artillery (8 canons de campagne de 25 livres)
  - Batterie du 95e régiment antichar, Royal Artillery (RA) (12 x 2 livres)
  - 1er bataillon, West Yorkshire Regiment
  - 8e batterie antiaérienne lourde, RA[32] (4 canons de 3 pouces)
  - 3e batterie antiaérienne légère, artillerie indienne (IA) (12 canons Bofors 40 mm)
  - 1re Field Company, Burma Sappers and Miners
  - 17e et 18e Artisan Works Companies
  - 6e bataillon de pionniers, Indian Labour Corps[33]

1re division birmane
- GOC : Major-général par intérim James Bruce Scott[34]
- HQ 27e régiment de montagne indien, IA[35]
  - 2e (Derajat) batterie de montagne indienne (4 obusiers de montagne de 3,7 pouces
  - 5e (Bombay) batterie de montagne indienne (4 obusiers de montagne de 3,7 pouces)
  - 23e batterie de montagne indienne (4 obusiers de montagne de 3,7 pouces)
  - 8e batterie antichar indienne (4 x 2 livres)

- Division HQ d’ingénierie de Birmanie, Queen Victoria's Madras Sappers and Miners (MS & M)[36]
  - 50e Field Park Company, MS&M
  - 56e Field Company, MS&M (moins de deux sections)
  - Maler Kotla Field Company, Sappers and Miners (Forces des États indiens[37])
- FF1, FF3, FF4, FF5, Burma Frontier Force (BFF)

- 1re brigade d'infanterie birmane
  - 2e bataillon, 7e régiment Rajput
  - Fusiliers du 1er bataillon de Birmanie
  - Fusiliers du 2e bataillon de Birmanie
  - Fusiliers du 5e bataillon de Birmanie

- 2e brigade d'infanterie birmane
  - 5e bataillon, 1er régiment Punjab
  - 7e bataillon de fusiliers de Birmanie
  - FF8

- 13e brigade d'infanterie indienne
  - 1er bataillon, 18e Royal Garhwal Rifles

17e division indienne
- GOC : Major-général par intérim David Tennant Cowan[38]
- QG 1er régiment de campagne indien, IA
  - 1re batterie de campagne indienne (8 x 25 livres)
  - 2e batterie de campagne indienne (8 x 25 livres)
  - 12e (Poonch) batterie de montagne indienne (du 27e régiment de montagne indien) (4 obusiers de montagne de 3,7 pouces)
  - 5e batterie antichar indienne (du 2e régiment antichar indien) (8 canons Škoda de 76,5 mm)

- HQ 17e ingénieurs divisionnaires indiens, MS&M
  - 24e Field Company, Royal Bombay Sappers and Miners[39]
  - 60e Field Company, MS&M
  - 70e Field Company, King George V's Own Bengal Sappers and Miners[40]

- 1er bataillon, Gloucestershire Regiment (Unité de reconnaissance motorisée)
- 5e bataillon, Dogra Regiment
- Fusiliers du 8e bataillon de Birmanie

- 16e brigade d'infanterie indienne
  - 2e bataillon du régiment Duke of Wellington's
  - 1er bataillon du 9e régiment Royal Jat
  - 7e bataillon du 10e régiment Baluch
  - 4e bataillon du 12e régiment Frontier Force

- 48e brigade d'infanterie indienne
  - 1er bataillon Cameronians (Fusiliers écossais)
  - Bataillons composite :
    - 1er bataillon du 3e régiment de fusiliers gorkhas
    - 2e bataillon du 5e régiment de fusiliers gorkhas

  - 1er bataillon du 4e régiment de fusiliers gorkhas
  - Bataillons composite :
    - 1er bataillon du 7e régiment de fusiliers gorkhas
    - 3e bataillon du 7e régiment de fusiliers gorkhas

- 3e brigade d'infanterie indienne
  - 1er bataillon Royal Inniskilling Fusiliers
  - 1er bataillon du 11e régiment sikh
  - 2e bataillon de la 13e Frontier Force Rifles
  - 1er bataillon du 10e régiment de fusiliers gorkhas

Troupes d'armée
- HQ 28e régiment de montagne indien, IA (les 5e, 15e, 28e batteries du régiment ne sont pas rééquipées à Mandalay)
- 1er régiment antiaérien lourd, Force auxiliaire birmane (BAF)
  - 1re batterie anti-aérienne lourde, BAF (8 canons de 3,7 pouces)
- Détachement, brigade de campagne de Rangoun, BAF
- Dépôt, infanterie britannique
- Fusiliers du 10e bataillon de Birmanie
- Bataillon de Bhamo, BFF
- Bataillon de Chin Hills, BFF (moins de détachement)
- Bataillon de Myitkyina, BFF
- Bataillon des États du Nord Shan, BFF
- Bataillon des États du Sud Shan, BFF
- Bataillon de réserve, BFF
- Bataillon de Kokine, BFF (moins de détachements)
- Karens Levies

Ligne des troupes de communication
- 2e régiment antichar indien, IA (moins deux batteries) (8 x 2 livres)
- 8e batterie anti-aérienne lourde indienne, IA
- Une troupe du 3e batterie antiaérienne indienne, IA (4 canons Bofors de 40 mm)
- Brigade de campagne de Rangoun, BAF (moins de détachement)
- 3e bataillon de fusiliers de Birmanie
- 4e bataillon de fusiliers de Birmanie
- 6e bataillon de fusiliers de Birmanie
- 11e bataillon de fusiliers de Birmanie, Force territoriale birmane (BTF)
- 12e bataillon de fusiliers de Birmanie, BTF
- 13e bataillon de fusiliers de Birmanie, BTF
- 14e bataillon de fusiliers de Birmanie, BTF
- Bataillon Tenasserim, BAF
- Bataillon des chemins de fer birmans, BAF
- Bataillon de la Haute-Birmanie, BAF
- Bataillon de Mandalay, BAF
- Détachement Bataillon Kokine, BFF
- Détachement Bataillon Chin Hills, BFF
- Détachement d'infanterie monté, BFF
- Compagnies de la 1re à la 9e garnison

Il y avait un certain nombre de réaffectations de ces unités au sein du corps Birman au cours de sa courte existence et plusieurs forces ad hoc ont également été formés pour des opérations spécifiques,, :
Force de frappe
Pour la contre-attaque à Shwedaung du 26 au 29 mars : 
- QG 7e brigade blindée (brigadier J. H. Anstice)
  - 7e Hussards
  - 414e batterie, RHA
  - 14e compagnie de campagne, Royal Engineers
  - 1er Cameronians
  - 2e Duke of Wellington's
  - 1er Gloucesters
  - Une compagnie, 1re West Yorkshires

Force de frappe du corps
Ligne d'attente devant le Yin Chaung à partir du 6 avril :
- 1re division birmane
  - 2e batterie de campagne indienne
  - 27e régiment de montagne
    - HQ, 2e et 23e batteries

  - 56e et compagnie Field Malerkotla
  - 50e compagnie Field Park
  - 48e brigade indienne
    - 1 / 3e et 2 / 5e fusiliers Gurkha
    - 1 / 4e fusiliers Gurkha
    - 1 / 7e et 3 / 7e fusiliers Gurkha

  - 13e brigade indienne
    - 1er fusiliers Royal Inniskilling
    - 2e KOYLI
    - 1 / 18e fusiliers Royal Gharwal

  - 1re brigade birmane
    - 2 / 7e Rajputs
    - 1er fusiliers de Birmanie
    - 5e fusiliers de Birmanie

« Magforce »
Déployée à Magwe le 12 avril :
- - 5e batterie de montagne
  - 1er Cameronians
  - 7e fusiliers de Birmanie
  - 12e fusiliers de Birmanie